# ليمووري (كاليفورنيا)
ليمووري (بالإنجليزية: Lemoore )‏ هي إحدى مدن مقاطعة كينغس، كاليفورنيا. تم إعطاءها لقب مدينة في 4 يوليو، 1900.

## التركيبة السكانية
حدّد مكتب تعداد الولايات المتحدة بيانات التركيبة السكانية لليمووري في تعداد الولايات المتحدة. في ما يلي، التركيبة السكانية حسب تعدادي 2000 و2010.

### تعداد عام 2000
بلغ عدد سكان ليمووري 19,712 نسمة بحسب تعداد عام 2000، وبلغ عدد الأسر 6,450 أسرة وعدد العائلات 4,926 عائلة مقيمة في المدينة. في حين سجلت الكثافة السكانية 863.4 نسمة لكل كيلومتر مربع (2,236.2/ميل2). وبلغ عدد الوحدات السكنية 6,823 وحدة بمتوسط كثافة قدره 298.9 لكل كيلومتر مربع (774.1/ميل2).
وتوزع التركيب العرقي للمدينة بنسبة 59.29% من البيض و7.28% من الأمريكيين الأفارقة و1.59% من الأمريكيين الأصليين و8.37% من الأمريكيين ذوي الأصول الآسيوية و0.33% من سكان جزر المحيط الهادئ و17.35% من الأعراق الأخرى و5.80% من عرقين مختلطين أو أكثر و30.50% من الهسبانيون أو اللاتينيون من أي عرق.
بلغ عدد الأسر 6,450 أسرة كانت نسبة 52.1% منها لديها أطفال تحت سن الثامنة عشر تعيش معهم، وبلغت نسبة الأزواج القاطنين مع بعضهم البعض 55% من أصل المجموع الكلي للأسر، ونسبة 15.5% من الأسر كان لديها معيلات من الإناث دون وجود شريك، بينما كانت نسبة 5.8% من الأسر لديها معيلون من الذكور دون وجود شريكة وكانت نسبة 23.6% من غير العائلات. تألفت نسبة 17.4% من أصل جميع الأسر من عدة أفراد يعيشون في نفس المنزل ونسبة 5% كانت تتألف من شخص يعيش بمفرده يبلغ من العمر 65 عاماً أو أكثر. وبلغ متوسط حجم الأسرة المعيشية 3.06، أما متوسط حجم العائلات فبلغ 3.46.
بلغ العمر الوسطي للسكان 27.8 عاماً. وكانت نسبة 34.6% من القاطنين تحت سن الثامنة عشر، وكانت نسبة 11.2% بين الثامنة عشر والرابعة والعشرين عاماً، ونسبة 31.3% كانت واقعةً في الفئة العمرية ما بين الخامسة والعشرين والرابعة والأربعين عاماً، ونسبة 16.6% كانت ما بين الخامسة والأربعين والرابعة والستين، ونسبة 6.3% كانت ضمن فئة الخامسة والستين عاماً فما فوق. يوجد لكل 100 أنثى 98.2 ذكر، ويوجد لكل 100 أنثى في الثامنة عشر من عمرها فما فوق 95.5 ذكر.
بلغ متوسط دخل الأسرة في المدينة 40,314 دولارًا، أما متوسط دخل العائلة فبلغ 44,006 دولارًا. وكان متوسط دخل الذكور 34,726 دولارًا مقابل 25,759 دولارًا للإناث. وسجل دخل الفرد الخاص بالمدينة 15,876 دولارًا. وكانت نسبة 11.4% من العائلات ونسبة 13.4% من السكان تحت خط الفقر، وكان من هؤلاء نسبة 18.3% تحت سن الثامنة عشر ونسبة 11.3% في الخامسة والستين من العمر وما فوق.

### تعداد عام 2010
بلغ عدد سكان ليمووري 24,531 نسمة بحسب تعداد عام 2010، وبلغ عدد الأسر 8,196 أسرة وعدد العائلات 6,070 عائلة مقيمة في المدينة. في حين سجلت الكثافة السكانية 1,074.5 نسمة لكل كيلومتر مربع (2,782.9/ميل2). وبلغ عدد الوحدات السكنية 8,632 وحدة بمتوسط كثافة قدره 378.1 لكل كيلومتر مربع (979.3/ميل2).
وتوزع التركيب العرقي للمدينة بنسبة 56.76% من البيض و6.38% من الأمريكيين الأفارقة و1.36% من الأمريكيين الأصليين و8.19% من الأمريكيين ذوي الأصول الآسيوية و0.42% من سكان جزر المحيط الهادئ و20.12% من الأعراق الأخرى و6.77% من عرقين مختلطين أو أكثر و40.03% من الهسبانيون أو اللاتينيون من أي عرق.
بلغ عدد الأسر 8,196 أسرة كانت نسبة 46.2% منها لديها أطفال تحت سن الثامنة عشر تعيش معهم، وبلغت نسبة الأزواج القاطنين مع بعضهم البعض 49.7% من أصل المجموع الكلي للأسر، ونسبة 16.9% من الأسر كان لديها معيلات من الإناث دون وجود شريك، بينما كانت نسبة 7.4% من الأسر لديها معيلون من الذكور دون وجود شريكة وكانت نسبة 25.9% من غير العائلات. تألفت نسبة 18.7% من أصل جميع الأسر من عدة أفراد يعيشون في نفس المنزل ونسبة 5.3% كانت تتألف من شخص يعيش بمفرده يبلغ من العمر 65 عاماً أو أكثر. وبلغ متوسط حجم الأسرة المعيشية 2.99، أما متوسط حجم العائلات فبلغ 3.42.
بلغ العمر الوسطي للسكان 28.6 عاماً. وكانت نسبة 30.8% من القاطنين تحت سن الثامنة عشر، وكانت نسبة 12.4% بين الثامنة عشر والرابعة والعشرين عاماً، ونسبة 29.3% كانت واقعةً في الفئة العمرية ما بين الخامسة والعشرين والرابعة والأربعين عاماً، ونسبة 20.2% كانت ما بين الخامسة والأربعين والرابعة والستين، ونسبة 7.3% كانت ضمن فئة الخامسة والستين عاماً فما فوق. وتوزع التركيب الجنسي للسكان بنسبة 49.8% ذكور و50.2% إناث.

## أعلام
- اريك فوكس
- هانك هيرينغ
- لويس إيرل غودمان
- لاري جونز
- ريجي مور